# Topomyia nepenthicola
Topomyia nepenthicola är en tvåvingeart som beskrevs av Ichiro Miyagi och Toma 2007. Topomyia nepenthicola ingår i släktet Topomyia och familjen stickmyggor. Inga underarter finns listade i Catalogue of Life.